# Nati nel 1986/Maggio
| Questa pagina contiene informazioni ricavate automaticamente dalle voci biografiche con l'ausilio del template Bio e di un bot. L'aggiornamento è periodico e automatico e ricostruisce completamente la pagina. Se manca una persona in questa lista, sei pregato di non aggiungerla, ma accertati piuttosto che la sua voce biografica contenga il template Bio e che i dati anagrafici siano correttamente compilati. Se il template Bio manca, inseriscilo tu stesso o, in alternativa, metti l'avviso {{tmp\|Bio}} che ne segnala la mancanza. Se i dati riportati sono sbagliati, correggi direttamente la voce biografica; le modifiche saranno visibili in questa lista entro pochi giorni. Per chiarimenti vedi il progetto biografie. La lista contiene solo le 555 persone che sono citate nell'enciclopedia e per le quali è stato implementato correttamente il template Bio. Pagina aggiornata al 18 ago 2025. |

- 1º maggio - Georges Ambourouet, calciatore gabonese
- 1º maggio - Gülcan Arslan, attrice turca
- 1º maggio - Christian Benítez, calciatore ecuadoriano († 2013)
- 1º maggio - Dakota Cochrane, artista marziale misto, pugile e ex attore pornografico statunitense
- 1º maggio - Chris Coy, attore statunitense
- 1º maggio - Damián Díaz, calciatore argentino
- 1º maggio - Igor Djoman, ex calciatore francese
- 1º maggio - Marinella Falca, ginnasta italiana
- 1º maggio - Jerrell Freeman, giocatore di football americano statunitense
- 1º maggio - Kenji Fujimitsu, velocista giapponese
- 1º maggio - Abby Huntsman, giornalista e conduttrice televisiva statunitense
- 1º maggio - Jesse Klaver, politico olandese
- 1º maggio - Mateusz Kościukiewicz, attore polacco
- 1º maggio - Denys Kulakov, ex calciatore ucraino
- 1º maggio - Vanes Martirosyan, pugile statunitense
- 1º maggio - Dani Massunguna, ex calciatore angolano
- 1º maggio - Domenico Montrone, canottiere italiano
- 1º maggio - Nildo Petrolina, calciatore brasiliano
- 1º maggio - Mamadou Samassa, ex calciatore francese
- 1º maggio - Robert Seligman, ginnasta croato
- 1º maggio - Marina Tauber, politica moldava
- 1º maggio - Bruno Teles, ex calciatore brasiliano
- 1º maggio - Diego Valeri, dirigente sportivo e ex calciatore argentino
- 1º maggio - Kazuyoshi Yokota, pallavolista giapponese
- 2 maggio - Karim Aouadhi, ex calciatore tunisino
- 2 maggio - Thomas McDonell, attore, musicista e artista statunitense
- 2 maggio - Micaela Cocks, cestista neozelandese
- 2 maggio - Alessandro Cordaro, calciatore belga
- 2 maggio - Cristian Esnal, calciatore salvadoregno
- 2 maggio - Kris Evans, ex attore pornografico, modello e culturista ungherese
- 2 maggio - Emily Hart, attrice statunitense
- 2 maggio - Sani Kaita, ex calciatore nigeriano
- 2 maggio - Kenta Kanō, ex calciatore giapponese
- 2 maggio - Amandine Leynaud, pallamanista francese
- 2 maggio - Katie O'Brien, ex tennista britannica
- 2 maggio - Zac Purchase, canottiere britannico
- 2 maggio - António Thomaz Santos de Barros, calciatore brasiliano
- 2 maggio - Kostadin Stojanov, ex calciatore bulgaro
- 3 maggio - Hüseyin Atici, pesista turco
- 3 maggio - Patrick Baldassarre, cestista svizzero
- 3 maggio - May Golan, politica israeliana
- 3 maggio - Kell Brook, ex pugile britannico
- 3 maggio - Mads Christiansen, pallamanista danese
- 3 maggio - Poppy Delevingne, attrice e modella britannica
- 3 maggio - Kacjaryna Dzehalevič, tennista bielorussa
- 3 maggio - Juraj Grizelj, ex calciatore croato
- 3 maggio - Pom Klementieff, attrice francese
- 3 maggio - Artur Kusov, ex calciatore russo
- 3 maggio - Artis Lazdiņš, ex calciatore lettone
- 3 maggio - Erik Paartalu, ex calciatore australiano
- 3 maggio - Jean Paulin, allenatore di calcio e ex calciatore haitiano
- 3 maggio - Jimmy Robertson, giocatore di snooker inglese
- 3 maggio - Melanie South, ex tennista britannica
- 4 maggio - Tijana Andrejić, pianista serba
- 4 maggio - Silvia D'Amico, attrice italiana
- 4 maggio - Devan Dubnyk, hockeista su ghiaccio canadese
- 4 maggio - João Pedro Guerra Cunha, calciatore portoghese
- 4 maggio - George Hill, cestista statunitense
- 4 maggio - Hallgrímur Jónasson, allenatore di calcio e ex calciatore islandese
- 4 maggio - Berent Kavaklıoğlu, cestista turco
- 4 maggio - Albert Moncasi, ex cestista spagnolo
- 4 maggio - Brian Sacchetti, cestista italiano
- 4 maggio - Scott Spedding, ex rugbista a 15 sudafricano
- 5 maggio - Alexis Arts, illusionista, attore e ballerino italiano
- 5 maggio - Bart Baker, comico, cantante e rapper statunitense
- 5 maggio - Markel Bergara, ex calciatore spagnolo
- 5 maggio - Alexandrina Cabral, pallamanista portoghese
- 5 maggio - Marcos Cáceres, calciatore paraguaiano
- 5 maggio - Thomas De Min, ex cestista italiano
- 5 maggio - Yannick Djaló, ex calciatore guineense
- 5 maggio - Jason Fuchs, attore, sceneggiatore e produttore cinematografico statunitense
- 5 maggio - Kouhyar Goudarzi, giornalista e attivista iraniano
- 5 maggio - Jermaine Gumbs, ex calciatore anguillano
- 5 maggio - Tinja-Riikka Korpela, calciatrice finlandese
- 5 maggio - Markus Kuhn, ex giocatore di football americano tedesco
- 5 maggio - Pavlo Kyrylenko, avvocato e politico ucraino
- 5 maggio - Johan Lædre Bjørdal, ex calciatore norvegese
- 5 maggio - Francesco Masciarelli, ex ciclista su strada italiano
- 5 maggio - Abdelmalek Mokdad, calciatore algerino
- 5 maggio - Bokang Montjane, modella sudafricana
- 5 maggio - Luca Napolitano, cantautore italiano
- 5 maggio - Sara Pellegrini, fondista italiana
- 5 maggio - Gaia Rayneri, scrittrice italiana
- 5 maggio - Keith Rivers, giocatore di football americano statunitense
- 5 maggio - Michael Timisela, ex calciatore olandese
- 5 maggio - Sølvi Vatnhamar, calciatore faroese
- 5 maggio - Arnaud Vidaller, ex giocatore di football americano e allenatore di football americano francese
- 5 maggio - Cole Tinkler, calciatore neozelandese
- 6 maggio - Sam Alvey, artista marziale misto statunitense
- 6 maggio - Besmir Arifaj, ex calciatore albanese
- 6 maggio - Emily Armstrong, cantautrice statunitense
- 6 maggio - Ross Branch, pilota motociclistico botswano
- 6 maggio - David Buchanan, ex calciatore nordirlandese
- 6 maggio - Seán Cronin, rugbista a 15 irlandese
- 6 maggio - Manuel da Costa, ex calciatore portoghese
- 6 maggio - Gims, cantautore congolese (Repubblica Democratica del Congo)
- 6 maggio - Goran Dragić, ex cestista sloveno
- 6 maggio - Will Hoskins, calciatore inglese
- 6 maggio - Tyler Hynes, attore canadese
- 6 maggio - Aaron Jackson, ex cestista statunitense
- 6 maggio - Roman Kreuziger, dirigente sportivo, ex ciclista su strada e ciclocrossista ceco
- 6 maggio - Tebogo Langerman, ex calciatore sudafricano
- 6 maggio - Rúben Fernandes, calciatore portoghese
- 6 maggio - Francisco Massinga, ex calciatore mozambicano
- 6 maggio - Fabrizio Melara, calciatore italiano
- 6 maggio - Mirkoeilcane, cantautore e musicista italiano
- 6 maggio - Sally Sarr, ex calciatore francese
- 6 maggio - Fabio Semenzato, rugbista a 15 italiano
- 6 maggio - Jacopo Valentini, ex cestista italiano
- 6 maggio - Sasheer Zamata, attrice e cabarettista statunitense
- 6 maggio - Viktor Zvarykin, ex cestista russo
- 6 maggio - Miroslav Čovilo, ex calciatore bosniaco
- 7 maggio - Andrij Ahafonov, cestista ucraino
- 7 maggio - Matee Ajavon, ex cestista liberiana
- 7 maggio - William Alves, ex calciatore brasiliano
- 7 maggio - Anton Chudobin, hockeista su ghiaccio russo
- 7 maggio - Alfonso Delgado, calciatore spagnolo
- 7 maggio - Hakan Demirel, ex cestista turco
- 7 maggio - Davide Gavazzi, calciatore italiano
- 7 maggio - Adrien Goguet, pilota motociclistico francese
- 7 maggio - Tony Gugino, cestista statunitense
- 7 maggio - Matt Helders, batterista e disc jockey britannico
- 7 maggio - Zlatko Janjić, ex calciatore bosniaco
- 7 maggio - Sergej Kuznecov, ex calciatore russo
- 7 maggio - Mariangela Parravicini, ex sciatrice freestyle italiana
- 7 maggio - Philipp Schmid, ex sciatore alpino tedesco
- 7 maggio - Evgenij Voronov, cestista russo
- 8 maggio - Oleksij Antonov, allenatore di calcio e ex calciatore ucraino
- 8 maggio - Nicolás Borsellino, cestista uruguaiano
- 8 maggio - Dario Castiglio, attore italiano
- 8 maggio - Mathías Corujo, allenatore di calcio e ex calciatore uruguaiano
- 8 maggio - Kévin Das Neves, ex calciatore francese
- 8 maggio - Alex Deibold, ex snowboarder statunitense
- 8 maggio - Masato Fujita, ex calciatore giapponese
- 8 maggio - Gizem Giraygil, pallavolista turca
- 8 maggio - Alessio Praticò, attore italiano
- 8 maggio - Jason Rich, ex cestista statunitense
- 8 maggio - Geneva Robertson-Dworet, scrittrice e sceneggiatrice statunitense
- 8 maggio - Adrian Ropotan, ex calciatore rumeno
- 8 maggio - Galen Rupp, mezzofondista e maratoneta statunitense
- 8 maggio - Jesse Santana, attore pornografico statunitense
- 8 maggio - Satomi Satō, doppiatrice giapponese
- 8 maggio - Cícero Semedo, calciatore portoghese
- 8 maggio - Darko Sokolov, cestista macedone
- 8 maggio - Laura Spencer, attrice statunitense
- 8 maggio - Garrett Temple, cestista statunitense
- 8 maggio - Riccardo Tucci, politico italiano
- 8 maggio - Marvell Wynne, ex calciatore statunitense
- 8 maggio - Marie de Villepin, artista, attrice e modella francese
- 8 maggio - Pemra Özgen, tennista turca
- 9 maggio - Christian Bekamenga, calciatore camerunese
- 9 maggio - Simone Ciulli, nuotatore italiano
- 9 maggio - Ludovic Clemente, ex calciatore andorrano
- 9 maggio - Grace Gummer, attrice statunitense
- 9 maggio - Manuel Fernández Muñiz, ex calciatore spagnolo
- 9 maggio - Ariel Martínez, ex calciatore cubano
- 9 maggio - Martin Pahlmblad, cestista svedese
- 9 maggio - Gerti Shima, ex cestista e dirigente sportivo albanese
- 9 maggio - Errol Stevens, ex calciatore giamaicano
- 9 maggio - Kōta Ueda, ex calciatore giapponese
- 9 maggio - Luca Vitali, allenatore di pallacanestro e ex cestista italiano
- 9 maggio - Michael Wilkinson, canottiere canadese
- 9 maggio - Yuan Meng, ex tennista cinese
- 9 maggio - Édson José da Silva, calciatore brasiliano
- 10 maggio - David Abwo, ex calciatore nigeriano
- 10 maggio - Kevin Amuneke, ex calciatore nigeriano
- 10 maggio - Andrea Crippa, politico italiano
- 10 maggio - Fernanda Garay, ex pallavolista brasiliana
- 10 maggio - Mauro Guevgeozián, calciatore uruguaiano
- 10 maggio - Pentala Harikrishna, scacchista indiano
- 10 maggio - Emilio Izaguirre, ex calciatore honduregno
- 10 maggio - Kevin Larsen, ex calciatore norvegese
- 10 maggio - Hilary Longhini, ex sciatrice alpina italiana
- 10 maggio - Tallie Medel, attrice statunitense
- 10 maggio - Felipe Miranda, sciatore nautico cileno
- 10 maggio - Mostafa Shebeita, calciatore egiziano
- 10 maggio - Akmal Shorahmedov, ex calciatore uzbeko
- 10 maggio - Vinicius dos Santos, pallavolista brasiliano
- 11 maggio - Tia Ballard, doppiatrice e attrice statunitense
- 11 maggio - Vanessa Ceruti, modella cilena
- 11 maggio - Tony Colombo, cantautore italiano
- 11 maggio - Abou Diaby, ex calciatore francese
- 11 maggio - Javi Márquez, ex calciatore spagnolo
- 11 maggio - Ben Johnson, allenatore di football americano statunitense
- 11 maggio - Matthew Jones, ex calciatore inglese
- 11 maggio - Ko Gi-hyun, pattinatrice di short track sudcoreana
- 11 maggio - Roman Koncedalov, ex calciatore russo
- 11 maggio - Iasmin Latovlevici, ex calciatore rumeno
- 11 maggio - Daniele Magliocchetti, ex calciatore italiano
- 11 maggio - Jamon Meredith, ex giocatore di football americano statunitense
- 11 maggio - Shun Morishita, ex calciatore giapponese
- 11 maggio - Renzo Revoredo, calciatore peruviano
- 11 maggio - Ronny, ex calciatore brasiliano
- 11 maggio - Julija Tichonova, ex fondista russa
- 11 maggio - Miguel Veloso, allenatore di calcio e ex calciatore portoghese
- 11 maggio - Antonio Veneziano, attore italiano
- 11 maggio - Jacob Wukie, arciere statunitense
- 12 maggio - Berik Abdrakhmanov, pugile kazako
- 12 maggio - Roberto Calabrese, attore italiano
- 12 maggio - Andrew Chichirua, calciatore vanuatuano
- 12 maggio - Riccardo Cortese, cestista italiano
- 12 maggio - Iarfhlaith Davoren, ex calciatore irlandese
- 12 maggio - Josh Duncan, cestista statunitense
- 12 maggio - Nilay Erdönmez, attrice turca
- 12 maggio - Fernando Gomes de Jesus, ex calciatore brasiliano
- 12 maggio - Elspeth Hanson, violista inglese
- 12 maggio - Masaaki Higashiguchi, calciatore giapponese
- 12 maggio - Víctor Liz, cestista dominicano
- 12 maggio - Fabian Maingain, politico belga
- 12 maggio - Oscar Morales, calciatore honduregno
- 12 maggio - Jonathan Orozco, ex calciatore messicano
- 12 maggio - Christinna Pedersen, giocatrice di badminton danese
- 12 maggio - Emanuel Perathoner, snowboarder italiano
- 12 maggio - Karen Pittman, attrice statunitense
- 12 maggio - Saer Sene, ex cestista senegalese
- 12 maggio - Roman Starčenko, hockeista su ghiaccio kazako
- 12 maggio - Evgenij Vajcechovskij, arrampicatore russo
- 12 maggio - Emily VanCamp, attrice canadese
- 12 maggio - Jamie Ward, calciatore nordirlandese
- 12 maggio - Paulo da Silva, pallavolista brasiliano
- 13 maggio - Milan Aleksić, ex pallanuotista serbo
- 13 maggio - Thomas Degand, ex ciclista su strada belga
- 13 maggio - Lena Dunham, attrice, sceneggiatrice e regista statunitense
- 13 maggio - Robert Flores, calciatore uruguaiano
- 13 maggio - Dzmitryj Lebedzeŭ, calciatore bielorusso
- 13 maggio - Bogdan Leonte, rugbista a 15 francese
- 13 maggio - Nadine Nurasyid, ex giocatrice di football americano e allenatrice di football americano tedesca
- 13 maggio - Robert Pattinson, attore britannico
- 13 maggio - Alexander Rybak, violinista e cantante bielorusso
- 13 maggio - Deborah Schirru, giornalista e conduttrice televisiva italiana
- 13 maggio - Nino Schurter, mountain biker svizzero
- 13 maggio - Maksim Sidorov, pesista russo
- 13 maggio - Scott Sutter, ex calciatore inglese
- 13 maggio - Tai Wesley, cestista statunitense
- 14 maggio - Amy Shark, cantante australiana
- 14 maggio - Andrea Bovo, allenatore di calcio e ex calciatore italiano
- 14 maggio - Josée Bélanger, ex calciatrice canadese
- 14 maggio - Kodjo Dadzié, calciatore togolese
- 14 maggio - Gilson Gomes do Nascimento, ex calciatore brasiliano
- 14 maggio - Rodolfo González, pilota automobilistico venezuelano
- 14 maggio - Richard Huckle, criminale britannico († 2019)
- 14 maggio - Alexandros Kalogerīs, calciatore greco
- 14 maggio - Kieran McKenna, allenatore di calcio nordirlandese
- 14 maggio - Derwin Kitchen, ex cestista statunitense
- 14 maggio - Anton Kobjalko, calciatore russo
- 14 maggio - Al'oša, cantante ucraina
- 14 maggio - Simon Magakwe, velocista sudafricano
- 14 maggio - Aaron March, snowboarder italiano
- 14 maggio - Clay Matthews, ex giocatore di football americano statunitense
- 14 maggio - Joseph Desire Mawaye, ex calciatore camerunese
- 14 maggio - Marco Motta, allenatore di calcio e ex calciatore italiano
- 14 maggio - Miljan Rakić, cestista serbo
- 14 maggio - Camila Sodi, attrice messicana
- 14 maggio - Lawrence Timmons, ex giocatore di football americano statunitense
- 14 maggio - Senna Ušić, ex pallavolista croata
- 15 maggio - Jo Aleh, velista neozelandese
- 15 maggio - Anaïs Delva, attrice, cantante e doppiatrice francese
- 15 maggio - Marco Ercolessi, giocatore di calcio a 5 italiano
- 15 maggio - Jasmin Fejzić, ex calciatore bosniaco
- 15 maggio - Matías Fernández, ex calciatore cileno
- 15 maggio - Eric Gasana, ex calciatore ruandese
- 15 maggio - Johan Harju, ex hockeista su ghiaccio svedese
- 15 maggio - Josh Johnson, giocatore di football americano statunitense
- 15 maggio - Jan Are Klaussen, giocatore di calcio a 5 e ex calciatore norvegese
- 15 maggio - Andy Levitre, ex giocatore di football americano statunitense
- 15 maggio - Bienvenido Marañón, calciatore spagnolo
- 15 maggio - Tim Melia, ex calciatore statunitense
- 15 maggio - Adam Moffat, ex calciatore scozzese
- 15 maggio - Luis Montes, calciatore messicano
- 15 maggio - Paul Obiefule, ex calciatore nigeriano
- 15 maggio - Marcus Thigpen, giocatore di football americano statunitense
- 15 maggio - Arminas Urbutis, cestista lituano
- 16 maggio - Daryna Apanaščenko, calciatrice ucraina
- 16 maggio - Eleni Artymata, velocista cipriota
- 16 maggio - Dieudonné Basil, lottatore ciadiano
- 16 maggio - José Bravo Viloria, ex cestista venezuelano
- 16 maggio - Matías Cabrera, ex calciatore uruguaiano
- 16 maggio - Fernando Carralero, ex calciatore spagnolo
- 16 maggio - Paul Carroll, pallavolista australiano
- 16 maggio - Oskar Deecke, hockeista su prato tedesco
- 16 maggio - Kadidia Diawara, ex calciatrice maliana
- 16 maggio - Karla Echenique, pallavolista dominicana
- 16 maggio - Megan Fox, attrice e modella statunitense
- 16 maggio - Antonio Gonzales, ex calciatore peruviano
- 16 maggio - Héctor González Baeza, ciclista su strada spagnolo
- 16 maggio - Alexandru Sergiu Grosu, ex calciatore moldavo
- 16 maggio - Uche Kalu, ex calciatore nigeriano
- 16 maggio - Andy Keogh, ex calciatore irlandese
- 16 maggio - Guilherme Kuromoto, giocatore di calcio a 5 brasiliano
- 16 maggio - Kevin Lisch, ex cestista e allenatore di pallacanestro statunitense
- 16 maggio - Julija Musichina, ballerina e insegnante russa
- 16 maggio - Ali Nasser, ex calciatore qatariota
- 16 maggio - Irving Pérez, triatleta messicano
- 16 maggio - Drew Roy, attore statunitense
- 16 maggio - Shamcey Supsup, modella filippina
- 16 maggio - Scott VanderMeer, ex cestista statunitense
- 16 maggio - Ángel Velasco Marugán, giocatore di calcio a 5 spagnolo
- 16 maggio - Vinicius Oliveira Franco, ex calciatore brasiliano
- 16 maggio - Jonathan Wallace, ex cestista statunitense
- 16 maggio - Jacob Zachar, attore statunitense
- 17 maggio - Marco Cassini, attore e regista italiano
- 17 maggio - Yoann Djidonou, calciatore beninese
- 17 maggio - Andrea Esposito, allenatore di calcio e ex calciatore italiano
- 17 maggio - Amy Gumenick, attrice svedese
- 17 maggio - Bojan Jokić, ex calciatore sloveno
- 17 maggio - T.J. Lowther, attore statunitense
- 17 maggio - Hannah Lux Davis, regista statunitense
- 17 maggio - Tahj Mowry, attore, ballerino e cantante statunitense
- 17 maggio - Erin Richards, attrice gallese
- 17 maggio - Jodie Taylor, ex calciatrice inglese
- 17 maggio - Oğuzhan Türk, ex calciatore olandese
- 17 maggio - Marius Činikas, ex calciatore lituano
- 18 maggio - Kevin Anderson, tennista sudafricano
- 18 maggio - Sabrina Delannoy, ex calciatrice francese
- 18 maggio - Thiendou Diassé, ex cestista senegalese
- 18 maggio - Douglão, ex calciatore brasiliano
- 18 maggio - Sofie Hendrickx, ex cestista belga
- 18 maggio - Ryan Lamb, ex rugbista a 15 inglese
- 18 maggio - Natal'ja Osipova, ballerina russa
- 18 maggio - Aleksej Žukanenko, ex cestista russo
- 19 maggio - Eybir Bonaga, calciatore panamense
- 19 maggio - Paul Byrne, ex calciatore irlandese
- 19 maggio - Brandon Carr, giocatore di football americano statunitense
- 19 maggio - Diana Cavallioti, attrice rumena
- 19 maggio - Mario Chalmers, cestista statunitense
- 19 maggio - Sergio de Lis, ex ciclista su strada spagnolo
- 19 maggio - Alessandro De Marchi, ciclista su strada e pistard italiano
- 19 maggio - Mirco Di Tora, ex nuotatore italiano
- 19 maggio - Marko Đalović, ex calciatore serbo
- 19 maggio - Arkaitz Durán, ex ciclista su strada spagnolo
- 19 maggio - Leandro Guaita, calciatore argentino
- 19 maggio - Jiří Hudeček, ex ciclista su strada ceco
- 19 maggio - Eric Lloyd, attore statunitense
- 19 maggio - Facundo Pieres, giocatore di polo argentino
- 19 maggio - Boris Rotenberg, ex calciatore russo
- 19 maggio - Mario Schönenberger, ex calciatore svizzero
- 19 maggio - Dame Traoré, calciatore francese
- 20 maggio - Dexter Blackstock, ex calciatore inglese
- 20 maggio - Chris Ogbonnaya, ex giocatore di football americano statunitense
- 20 maggio - Serena Cruz, italiana
- 20 maggio - Roman Di Somma, ex pallanuotista italiano
- 20 maggio - Robert Emms, attore britannico
- 20 maggio - Eleonore Evequoz, schermitrice svizzera
- 20 maggio - Ahmed Samir Farag, calciatore egiziano
- 20 maggio - Yon González, attore spagnolo
- 20 maggio - Kyle Harris, attore statunitense
- 20 maggio - Diego Iori, hockeista su ghiaccio italiano
- 20 maggio - Tim Kelley, allenatore di sci alpino e ex sciatore alpino statunitense
- 20 maggio - Lancina Karim Konaté, ex calciatore nigerino
- 20 maggio - Louisa Krause, attrice statunitense
- 20 maggio - Stéphane M'Bia, calciatore camerunese
- 20 maggio - Jiřina Ptáčníková, astista ceca
- 20 maggio - Marius Runkauskas, cestista lituano
- 20 maggio - Rok Stipčević, ex cestista croato
- 21 maggio - David Ajala, attore britannico
- 21 maggio - Yalennis Castillo, judoka cubana
- 21 maggio - Mohamed Chakouri, ex calciatore francese
- 21 maggio - Maud Coutereels, calciatrice belga
- 21 maggio - Marko Dinjar, allenatore di calcio e ex calciatore croato
- 21 maggio - Edimar Curitiba Fraga, calciatore brasiliano
- 21 maggio - Rosa Feola, soprano italiano
- 21 maggio - Hwang Kyung-seon, taekwondoka sudcoreana
- 21 maggio - Qədir Hüseynov, scacchista azero
- 21 maggio - Ahmed Ali Kamel, ex calciatore egiziano
- 21 maggio - Tobias Kamke, ex tennista tedesco
- 21 maggio - Pedro Larrea, ex calciatore ecuadoriano
- 21 maggio - Varvara Lepchenko, tennista uzbeka
- 21 maggio - Ricardo Lockette, ex giocatore di football americano statunitense
- 21 maggio - Guillaume Loriot, ex calciatore francese
- 21 maggio - Madson, ex calciatore brasiliano
- 21 maggio - Mario Mandžukić, ex calciatore croato
- 21 maggio - Denis Moisejčenkov, bobbista russo
- 21 maggio - Myra, cantante statunitense
- 21 maggio - Jetmir Nina, ex calciatore albanese
- 21 maggio - Bambale Osby, ex cestista statunitense
- 21 maggio - Park So-jin, cantante e attrice sudcoreana
- 21 maggio - Thomas Phibel, ex calciatore francese
- 21 maggio - Da'Vine Joy Randolph, attrice statunitense
- 21 maggio - Ricardo Martins Pereira, ex calciatore brasiliano
- 21 maggio - Eddie Royal, giocatore di football americano statunitense
- 21 maggio - Éder Sánchez, marciatore messicano
- 21 maggio - Jan Willem Snippe, pallavolista olandese
- 21 maggio - Darrell Strong, giocatore di football americano statunitense
- 21 maggio - Maska, rapper francese
- 21 maggio - Aidas Viskontas, cestista lituano
- 21 maggio - Matt Wieters, giocatore di baseball statunitense
- 22 maggio - Talal Al-Bloushi, calciatore qatariota
- 22 maggio - Collin Cowgill, giocatore di baseball statunitense
- 22 maggio - Ade Dagunduro, ex cestista statunitense
- 22 maggio - Andé Dona Ndoh, allenatore di calcio e ex calciatore camerunese
- 22 maggio - Farrukh Dustov, ex tennista uzbeko
- 22 maggio - Julian Edelman, ex giocatore di football americano statunitense
- 22 maggio - Moses Ehambe, ex cestista e allenatore di pallacanestro statunitense
- 22 maggio - Molly Ephraim, attrice statunitense
- 22 maggio - Anders Gløersen, fondista norvegese
- 22 maggio - Michele Grassano, pallavolista italiano
- 22 maggio - Matthew Jarvis, ex calciatore inglese
- 22 maggio - Thanduyise Khuboni, ex calciatore sudafricano
- 22 maggio - Hashemiyeh Motaghian Moavi, atleta paralimpica iraniana
- 22 maggio - A.Q. Shipley, ex giocatore di football americano statunitense
- 22 maggio - Eric Sogard, giocatore di baseball statunitense
- 22 maggio - Oleksij Torochtij, sollevatore ucraino
- 22 maggio - Tat'jana Volosožar, pattinatrice artistica su ghiaccio ucraina
- 23 maggio - Andrej Afanas'ev, giocatore di calcio a 5 russo
- 23 maggio - Natália Anderle, modella brasiliana
- 23 maggio - Boris Bakić, ex cestista montenegrino
- 23 maggio - Jimmy Baron, ex cestista statunitense
- 23 maggio - Rita Liliom, ex pallavolista ungherese
- 23 maggio - Louise-Hélène Bouchard, schermitrice canadese
- 23 maggio - Ryan Coogler, regista e sceneggiatore statunitense
- 23 maggio - Matthew Crampton, ex pistard britannico
- 23 maggio - Lowkey, rapper e attivista britannico
- 23 maggio - Henrieta Farkašová, sciatrice alpina slovacca
- 23 maggio - Michael Gardyne, calciatore scozzese
- 23 maggio - Chad Hall, giocatore di football americano statunitense
- 23 maggio - Karla Henry, modella filippina
- 23 maggio - Tim Hightower, giocatore di football americano statunitense
- 23 maggio - Yasuhiro Hiraoka, ex calciatore giapponese
- 23 maggio - Jason Jones, giocatore di football americano statunitense
- 23 maggio - Valentina Marchei, ex pattinatrice artistica su ghiaccio italiana
- 23 maggio - Angela Martini, modella albanese
- 23 maggio - Natal'ja Matveeva, fondista russa
- 23 maggio - Shane McFaul, ex calciatore irlandese
- 23 maggio - Alice Mills, nuotatrice australiana
- 23 maggio - Simone Missiroli, ex calciatore italiano
- 23 maggio - Gabriel Özkan, ex calciatore svedese
- 23 maggio - Ilko Pirgov, ex calciatore bulgaro
- 23 maggio - Jason Pitton, ex hockeista su ghiaccio canadese
- 23 maggio - Alex Renfroe, cestista statunitense
- 23 maggio - Rabo Saminou, calciatore nigerino
- 23 maggio - Carlos Suárez García-Osorio, cestista spagnolo
- 23 maggio - Tristan Thomas, ostacolista e velocista australiano
- 23 maggio - Ephraim Tjihonge, ex calciatore namibiano
- 23 maggio - Ruben Zadkovich, allenatore di calcio e ex calciatore australiano
- 24 maggio - Franz Aschenbrenner, pilota motociclistico tedesco
- 24 maggio - Ludovic Baal, calciatore francese
- 24 maggio - Mark Ballas, ballerino statunitense
- 24 maggio - Saúl Berjón, ex calciatore spagnolo
- 24 maggio - Tony Carter, giocatore di football americano statunitense
- 24 maggio - João Coimbra, ex calciatore portoghese
- 24 maggio - Bernard Dematteis, fondista di corsa in montagna italiano
- 24 maggio - Martin Dematteis, fondista di corsa in montagna italiano
- 24 maggio - Ladislas Douniama, calciatore congolese (Repubblica del Congo)
- 24 maggio - Giannīs Kontoes, allenatore di calcio e ex calciatore greco
- 24 maggio - Jordan Metcalfe, attore inglese
- 24 maggio - Carolina Rodríguez, ginnasta spagnola
- 24 maggio - Evandro Roncatto, ex calciatore brasiliano
- 24 maggio - Abdelaziz Tawfik, calciatore egiziano
- 24 maggio - Hannes Wagner, allenatore di sci alpino e ex sciatore alpino tedesco
- 25 maggio - Meirav Dori, ex cestista israeliana
- 25 maggio - Yoan Gouffran, ex calciatore francese
- 25 maggio - Neon Hitch, cantante britannica
- 25 maggio - Petteri Kantola, ex sciatore alpino finlandese
- 25 maggio - Liyabé Kpatoumbi, calciatore togolese
- 25 maggio - Mario Manningham, ex giocatore di football americano statunitense
- 25 maggio - Rok Marguč, snowboarder sloveno
- 25 maggio - Joëlle Mbumi Nkouindjin, lunghista e triplista camerunese
- 25 maggio - James Clark Morrison, allenatore di calcio e ex calciatore scozzese
- 25 maggio - Oier Sanjurjo, ex calciatore spagnolo
- 25 maggio - Andreas Otterling, lunghista svedese
- 25 maggio - Octavio Pisano, attore e modello messicano
- 25 maggio - Svetlana Podobedova, sollevatrice kazaka
- 25 maggio - Håvard Storbæk, calciatore norvegese
- 25 maggio - Geraint Thomas, ciclista su strada e pistard britannico
- 25 maggio - Juri Ueno, attrice giapponese
- 25 maggio - Luiza Złotkowska, pattinatrice di velocità su ghiaccio polacca
- 26 maggio - Alain Baclet, calciatore francese
- 26 maggio - Ashley Bell, attrice statunitense
- 26 maggio - Àstrid Bergès-Frisbey, attrice e modella spagnola
- 26 maggio - Jerome Boyd, ex giocatore di football americano statunitense
- 26 maggio - Jorge Broun, calciatore argentino
- 26 maggio - Adeline Chetail, attrice e doppiatrice francese
- 26 maggio - Noemi Cortelli, calciatrice italiana
- 26 maggio - Andrea Gjinaj, ex cestista e allenatore di pallacanestro albanese
- 26 maggio - Adam Kantor, attore e cantante statunitense
- 26 maggio - Gorka Kijera, ex calciatore spagnolo
- 26 maggio - Nao Kodaira, pattinatrice di velocità su ghiaccio giapponese
- 26 maggio - Martin Lundby, arbitro di calcio norvegese
- 26 maggio - Marko Markovski, ex calciatore serbo
- 26 maggio - Eliane Martins, lunghista brasiliana
- 26 maggio - Tommaso Negri, pallanuotista italiano
- 26 maggio - Felix Oberrauch, ex hockeista su ghiaccio italiano
- 26 maggio - Matti Oivanen, ex pallavolista finlandese
- 26 maggio - Mikko Oivanen, pallavolista finlandese
- 26 maggio - Aleksej Ostapenko, pallavolista russo
- 26 maggio - Anika Smit, ex altista sudafricana
- 26 maggio - Jeremy Stephens, artista marziale misto statunitense
- 26 maggio - Michel Tornéus, lunghista svedese
- 26 maggio - Lindsay Wisdom, ex cestista e allenatrice di pallacanestro statunitense
- 26 maggio - Anton Šendrik, calciatore ucraino
- 27 maggio - Takafumi Akahoshi, ex calciatore giapponese
- 27 maggio - Guillermo Alcaide, ex tennista spagnolo
- 27 maggio - Charly Charrier, ex calciatore francese
- 27 maggio - Bamba Fall, cestista senegalese
- 27 maggio - Noam Mills, schermitrice israeliana
- 27 maggio - Thuso Phala, ex calciatore sudafricano
- 27 maggio - André Schembri, ex calciatore maltese
- 27 maggio - Lasse Schöne, calciatore danese
- 27 maggio - Sara Sgarzi, nuotatrice artistica italiana
- 28 maggio - Sami Allagui, ex calciatore tunisino
- 28 maggio - Magnus Andersen, calciatore norvegese
- 28 maggio - Berrick Barnes, rugbista a 15 australiano
- 28 maggio - Eline Berings, ostacolista belga
- 28 maggio - Natal'ja Choreva, slittinista russa
- 28 maggio - Joseph Cross, attore statunitense
- 28 maggio - Bryant Dunston, cestista statunitense
- 28 maggio - Enzo Gutiérrez, calciatore argentino
- 28 maggio - Othello Hunter, ex cestista statunitense
- 28 maggio - James Meyer, ex calciatore australiano
- 28 maggio - Charles N'Zogbia, ex calciatore francese
- 28 maggio - Dawid Ogrodnik, attore polacco
- 28 maggio - Michael Oher, ex giocatore di football americano statunitense
- 28 maggio - Seth Rollins, wrestler statunitense
- 28 maggio - Thomas Tragust, allenatore di hockey su ghiaccio e ex hockeista su ghiaccio italiano
- 28 maggio - Ruslan Tümönbaev, lottatore kirghiso
- 28 maggio - Petteri Wirtanen, hockeista su ghiaccio finlandese
- 28 maggio - Shorty Yuen, cantante e attrice taiwanese
- 29 maggio - Besa Kokëdhima, cantante albanese
- 29 maggio - Caio César Alves dos Santos, ex calciatore brasiliano
- 29 maggio - Daniel Fox, ex calciatore inglese
- 29 maggio - Jaslene González, modella e conduttrice televisiva portoricana
- 29 maggio - Eleazar Gómez, attore e cantante messicano
- 29 maggio - Hornswoggle, wrestler e attore statunitense
- 29 maggio - Bryn Kehoe, pallavolista e allenatrice di pallavolo statunitense
- 29 maggio - Giorgi Kruashvili, arbitro di calcio georgiano
- 29 maggio - Dar"ja Kustova, ex tennista bielorussa
- 29 maggio - No Min-woo, attore e musicista sudcoreano
- 29 maggio - Shwayze, rapper statunitense
- 30 maggio - Oleksandr Bandura, calciatore ucraino
- 30 maggio - Claudia Beni, cantante croata
- 30 maggio - Nikolaj Bodurov, calciatore bulgaro
- 30 maggio - Vladimir Dragičević, ex cestista montenegrino
- 30 maggio - Han Sang-woon, calciatore sudcoreano
- 30 maggio - Kendall Jagdeosingh, calciatore trinidadiano
- 30 maggio - Foxi Kéthévoama, ex calciatore centrafricano
- 30 maggio - Pasha Parfeni, cantante moldavo
- 30 maggio - Will Peltz, attore statunitense
- 30 maggio - Badra Ali Sangaré, calciatore ivoriano
- 30 maggio - Sean Nicholas Savage, cantautore e musicista canadese
- 30 maggio - Marko Simonović, ex cestista e allenatore di pallacanestro serbo
- 30 maggio - Sophie de Fürst, attrice francese
- 31 maggio - Serghei Alexeev, ex calciatore moldavo
- 31 maggio - Ayrton Badovini, pilota motociclistico italiano
- 31 maggio - Kai Bülow, ex calciatore tedesco
- 31 maggio - Mehdi Essadiq, triatleta marocchino
- 31 maggio - Robert Gesink, ex ciclista su strada olandese
- 31 maggio - Heo Jun, schermidore sudcoreano
- 31 maggio - Sopho Khalvashi, cantante georgiana
- 31 maggio - Enrique Palos, ex calciatore messicano
- 31 maggio - Edson Ratinho, ex calciatore brasiliano
- 31 maggio - Kadie Riverin, ex cestista canadese
- 31 maggio - Gabriel Vallés, ex calciatore argentino
- 31 maggio - Waka Flocka Flame, rapper statunitense
- 31 maggio - Sōichirō Yamamoto, fumettista giapponese
- 31 maggio - Gabriel Zakuani, ex calciatore congolese (Repubblica Democratica del Congo)